# Passenger (cântăreț)
Michael David Rosenberg (n. 17 mai 1984), cunoscut mai mult sub numele său scenic Passenger, este un cântăreț-compozitor britanic de folk-rock. A devenit cunoscut ca vocalist și compozitor al formației Passenger înființată în 2003. Trupa a lansat un singur album (Wicked Man's Rest) după care s-a destrămat. La destrămarea formației în 2009, Rosenberg a optat să păstreze denumirea formației pentru cariera sa solo de mai departe. Cel mai de succes single al său, "Let Her Go", s-a clasat pe prima poziție în topurile din 16 țări. Este un suporter al lui Arsenal FC.

## Discografie

### Albumuri de studio
| Titlu                                                                             | Detalii album                                                                             | Poziții de top | Poziții de top | Poziții de top | Poziții de top | Poziții de top | Poziții de top | Poziții de top | Poziții de top | Poziții de top | Poziții de top | Certificări                                                          |
| Titlu                                                                             | Detalii album                                                                             | UK             | AUS            | AUT            | BEL (FL)       | DEN            | GER            | IRL            | NLD            | NZ             | SWI            | Certificări                                                          |
| --------------------------------------------------------------------------------- | ----------------------------------------------------------------------------------------- | -------------- | -------------- | -------------- | -------------- | -------------- | -------------- | -------------- | -------------- | -------------- | -------------- | -------------------------------------------------------------------- |
| Wide Eyes Blind Love                                                              | - Lansare: 20 November 2009 - Label: Passenger - Formate: CD, digital download            | —              | —              | —              | —              | —              | —              | —              | —              | —              | —              |                                                                      |
| Divers & Submarines                                                               | - Lansare: 30 June 2010 - Label: Passenger - Formate: CD, digital download                | —              | —              | —              | —              | —              | —              | —              | —              | —              | —              |                                                                      |
| Flight of the Crow                                                                | - Lansare: 24 September 2010 - Labels: Passenger, Inertia - Formate: CD, digital download | —              | —              | —              | —              | —              | —              | —              | —              | —              | —              |                                                                      |
| All the Little Lights                                                             | - Lansare: 24 February 2012 - Labels: Black Crow - Formate: CD, digital download          | 3              | 2              | 6              | 7              | 9              | 6              | 2              | 3              | 9              | 5              | - BPI: Aur - ARIA: Platină - BVMI: Platină - IFPI SWI: Aur - MC: Aur |
| "—" denotes a recording that did not chart or was not released in that territory. |                                                                                           |                |                |                |                |                |                |                |                |                |                |                                                                      |

### Single-uri
| Titlu                                                                             | An   | Poziții de top | Poziții de top | Poziții de top | Poziții de top | Poziții de top | Poziții de top | Poziții de top | Poziții de top | Poziții de top | Poziții de top | Certificări | Album                 |
| Titlu                                                                             | An   | UK             | AUS            | AUT            | BEL (FL)       | GER            | NLD            | NZ             | SWE            | SWI            | US             | Certificări | Album                 |
| --------------------------------------------------------------------------------- | ---- | -------------- | -------------- | -------------- | -------------- | -------------- | -------------- | -------------- | -------------- | -------------- | -------------- | --- | --------------------- |
| "The Wrong Direction"                                                             | 2012 | —              | —              | —              | 91             | —              | 28             | —              | —              | —              | —              | | All the Little Lights |
| "Let Her Go"                                                                      | 2012 | 2              | 1              | 1              | 1              | 1              | 1              | 1              | 1              | 1              | 7              | - BPI: Platină - ARIA: 7× Platină - BEA: Platină - BVMI: Platină - IFPI SWE: 5× Platină - IFPI SWI: Platină - RIAA: Platină - RMNZ: 2× Platină | All the Little Lights |
| "Holes"                                                                           | 2013 | 92             | 20             | 23             | 62             | 48             | 34             | —              | —              | 70             | —              | | All the Little Lights |
| "—" denotes a recording that did not chart or was not released in that territory. |      |                |                |                |                |                |                |                |                |                |                | |                       |